# Загороднюк, Фёдор Иванович
Фёдор Иванович Загороднюк (укр. Федір Іванович Загороднюк) — (12 февраля 1922, Гунча, Гайсинский район — 13 марта 2017, Херсон) — советский и украинский художник и график. Член Союза художников Украины с 1978 года. Заслуженный художник Украины (2008).

## Биография
Родился 12 февраля 1922 года в селе Гунча (ныне Гайсинский район Винницкой области, Украина). В 1941 году окончил Херсонское училище искусств. Участник Великой Отечественной войны. 
В 1950 году окончил Киевский художественный институт (преподаватели Георгий Мелихов, Карп Трохименко). С 1954 года работал в Херсонском обществе художников.
С 1950 года участвовал в областных, всеукраинских, всесоюзных и зарубежных выставках. Персональные — в Херсоне (1973, 1982, 1992, 1998—1999, 2002, 2007), Киеве (1998).
Умер в Херсоне 13 марта 2017 года.

## Творчество
Автор портретов, пейзажей, тематических картин:
- «Прозревшая» (1956);
- «В. Филатов» (1956);
- «В. Строганов» (1957);
- «Механизатор Г. Байда» (1960);
- «Генерал-майор Г. Вехин» (1967);
- «Мать» (1969);
- «Диспетчер» (1969);
- «Академик Л. Гребень» (1973);
- «Командир крейсера „Красный Крым“ контр-адмирал О. Зубков» (1974);
- «Комбайнер М. Брага» (1981);
- «Подвиг курсантов под Сталинградом в 1942 году» (1983);
- «Автопортрет» (1985);
- «Последний рубеж» (1990);
- «Народный художник Украины О. Шовкуненко» (1998);
- «В. Чуприна» (1998);
- «Повечерье. Збуровские плавни» (1998);
- «Я. Голобородько» (1999);
- «За Соборную Украину» (2001);
- «Народный артист Украины Л. Литвиненко» (2005);
- «Самые родные» (2005);
- «Скульптор Ю. Степанян» (2006);
- «Учительница (Жена художника)» (2008);
- «Наш Кличко» (2008);
- серия графических портретов.

Отдельные работы хранятся в Херсонском краеведческом музее, Музее академика В. Филатова при Институте глазных болезней и тканевой терапии АМНУ в Одессе.

## Награды
- Награждён орденом Отечественной войны I степени (6 апреля 1985), медалью «За боевые заслуги» (17 февраля 1972)[4];
- Дипломант Министерства культуры и искусств Украины и Национального Союза художников Украины (2001)[3];
- Заслуженный художник Украины с 2008 года[5];
- Почётный гражданин Херсона (решение Херсонского городского совета № 1470 от 12 сентября 2014 года; за активную жизненную позицию, безупречные моральные и деловые качества, высокие творческие достижения, которыми он прославляет Херсон и вносит весомый вклад в обретение им привлекательных и благоприятствующих условий для проживания его жителей, высокие патриотические чувства к родному городу и к Украине)[6].